# Gălești, Mureș
Gălești (în maghiară Nyárádgálfalva, în germană Gallendorf) este satul de reședință al comunei cu același nume din județul Mureș, Transilvania, România.

## Istoric
Satul Gălești este atestat documentar în anul 1501.
Pe Harta Iosefină a Transilvaniei din 1769-1773 (Sectio 144), localitatea a apărut sub numele de „Gálfalva”.

## Localizare
Localitatea este situată la vărsarea în râul Niraj a pârâului Valea spre Șardu, pe drumul județean Acățari - Miercurea Nirajului.

## Imagini

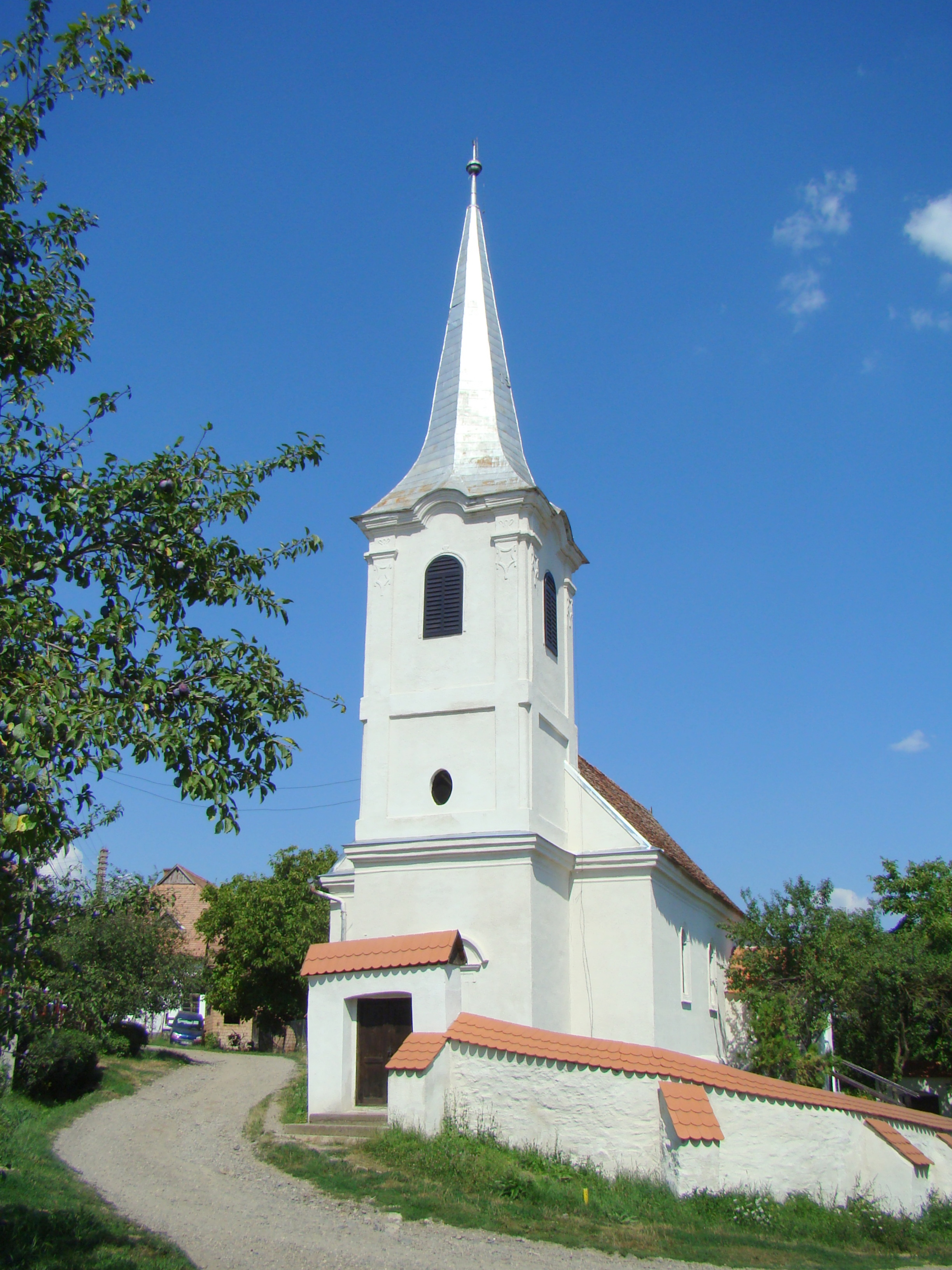
Biserica unitariană (1775)
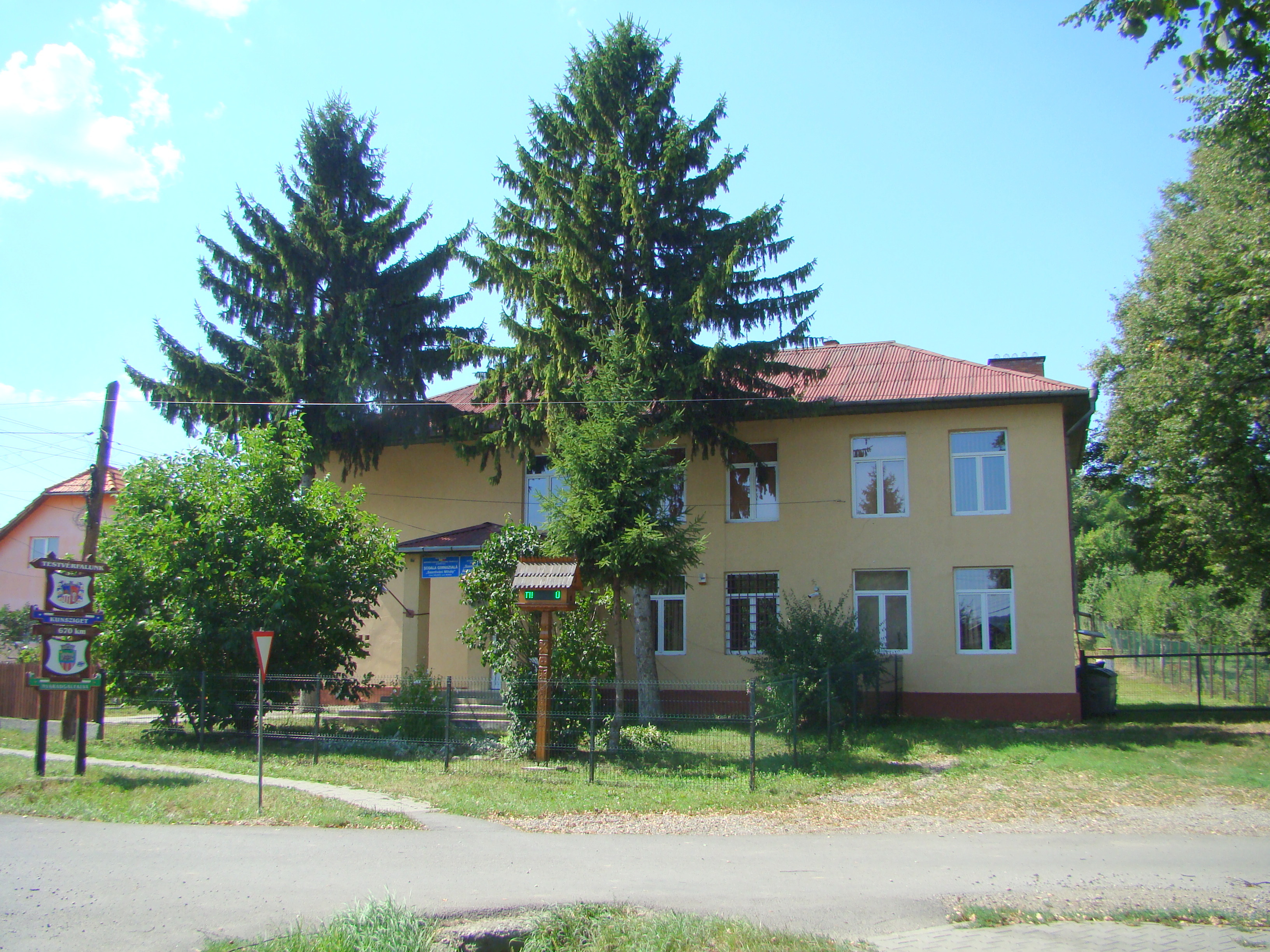
Școala
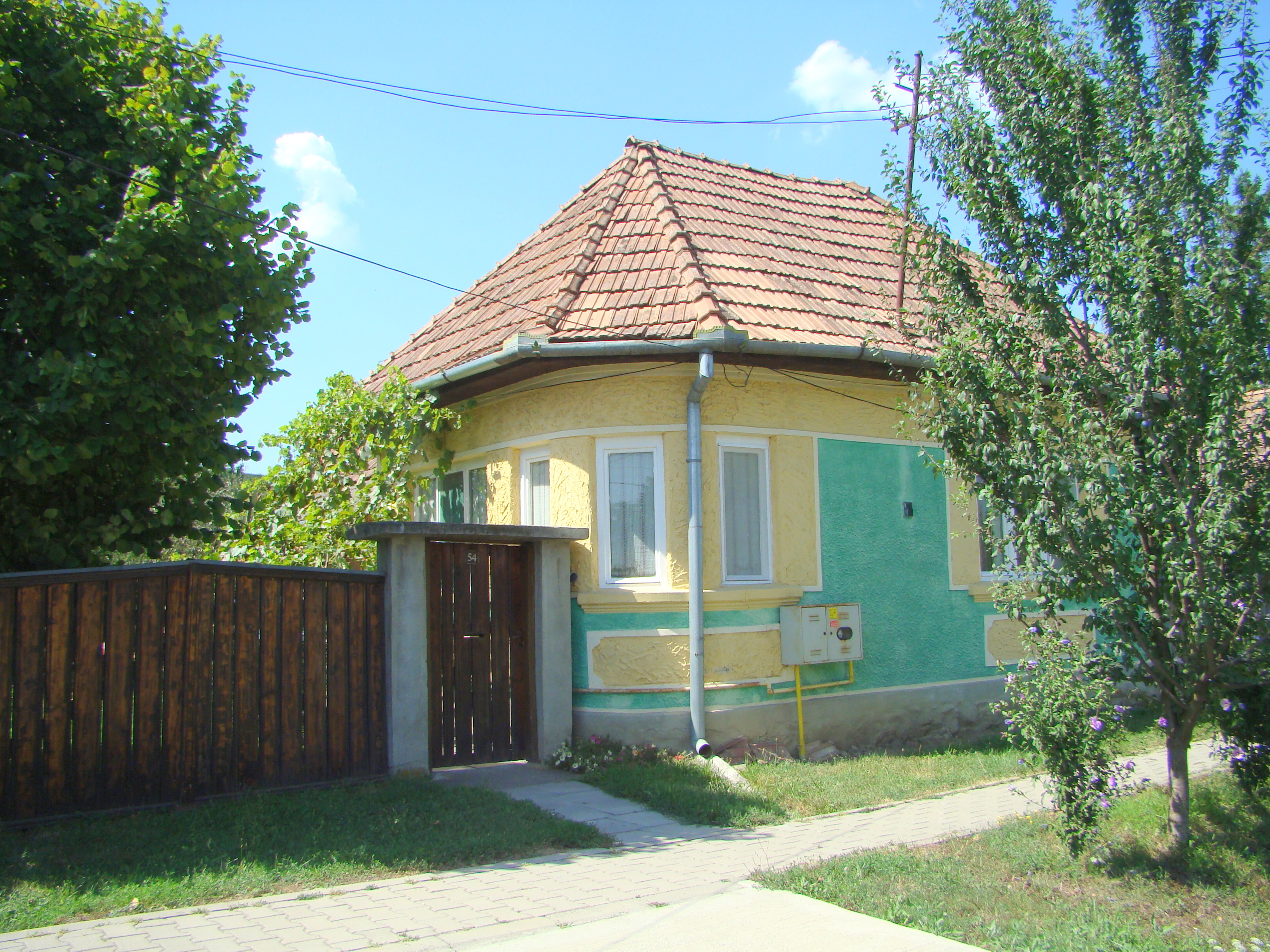
Casa Tolnay (monument istoric)
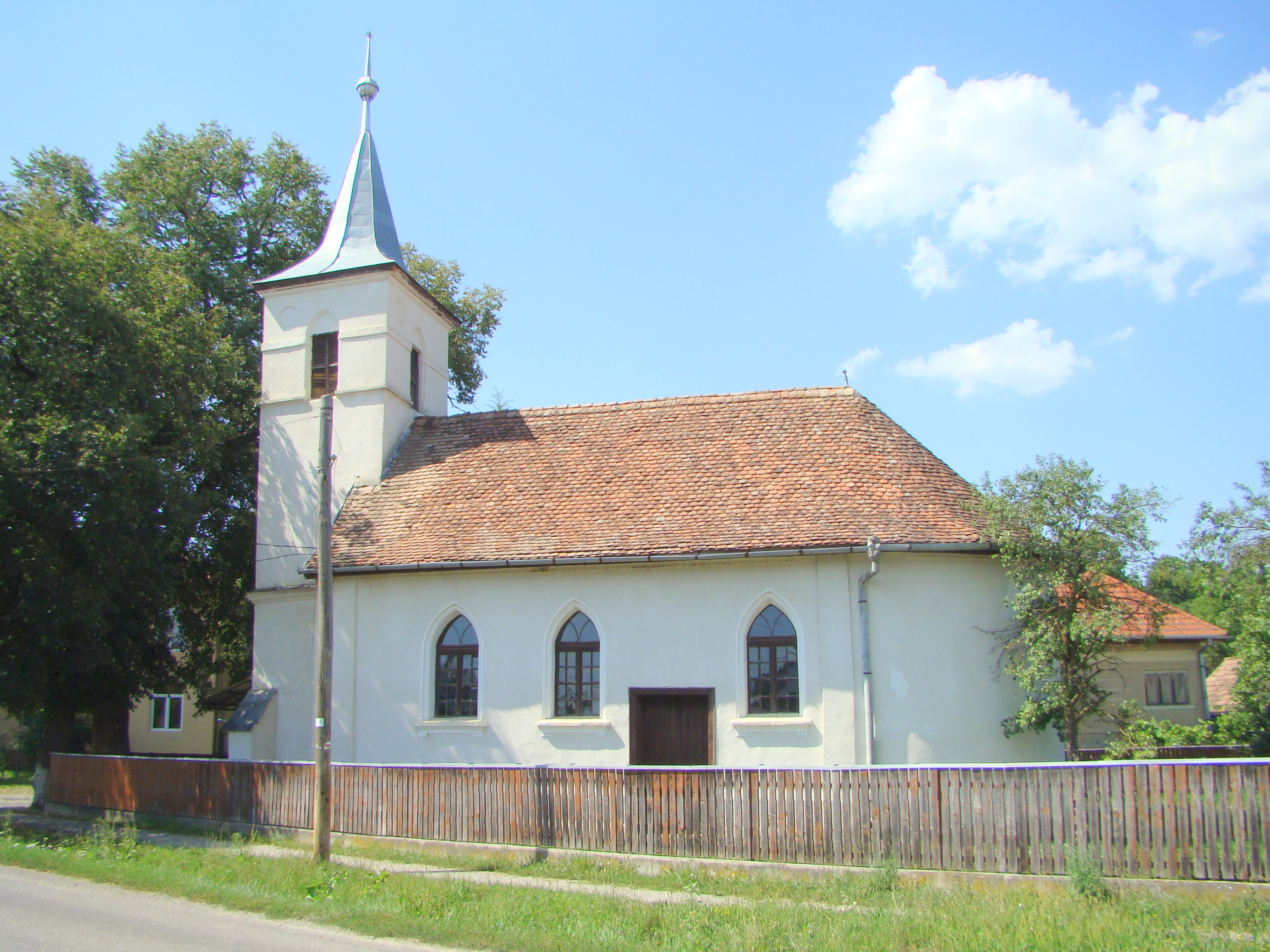
Biserica reformată (1903)